# Liga LEB Oro 2020-2021
La Liga LEB Oro 2020-2021 è stata la 65ª edizione della seconda divisione spagnola di pallacanestro maschile. La 14ª edizione con il nome LEB Oro.

## Formula
A causa della pandemia di COVID-19 in Spagna e a seguito del blocco delle retrocessioni nella stagione precedente partecipano al campionato 19 squadre che, per questa stagione, vengono divise in due gironi da 9 e 10 squadre. Alla fine della prima fase, le migliori cinque squadre di ogni girone accedono alla poule promozione mentre il resto degli altri team accede alla poule retrocessione. Nella seconda fase i risultati delle partite giocate tra le squadre nella prima fase vengono tenuti in considerazione per evitare di dover affrontare le stesse squadre quattro volte. Alla fine della seconda fase le migliori sette squadre della poule promozione e la migliore della poule retrocessione vengono qualificate ai playoffs promozione mentre le peggiori quattro squadre della poule retrocessione vengono retrocesse in LEB Plata.

## Squadre partecipanti
| Squadra                             | Città                 | Regione             |
| ----------------------------------- | --------------------- | ------------------- |
| Melilla Sport Capital               | Melilla               | Melilla             |
| Leche Río Breogán                   | Lugo                  | Galizia             |
| Destino Palencia                    | Palencia              | Castiglia e León    |
| Levitec Huesca                      | Huesca                | Aragona             |
| ICG Força Lleida                    | Lleida                | Catalogna           |
| Ibereólica Renovables Ourense       | Ourense               | Galizia             |
| Leyma Coruña                        | La Coruña             | Galizia             |
| Liberbank Oviedo                    | Oviedo                | Asturie             |
| Palmer Alma Mediterrànea Palma      | Palma di Maiorca      | Baleari             |
| Cáceres Patrimonio de la Humanidad  | Cáceres               | Estremadura         |
| TAU Castelló                        | Castellón de la Plana | Comunità Valenciana |
| Clínica Sur-Aspasia Real Valladolid | Valladolid            | Castiglia e León    |
| Covirán Granada                     | Granada               | Andalusia           |
| Real Canoe                          | Madrid                | Madrid              |
| HLA Alicante                        | Alicante              | Comunità Valenciana |
| Almansa con Afanion                 | Almansa               | Castiglia-La Mancia |
| Real Murcia                         | Murcia                | Murcia              |
| Bàsquet Girona                      | Gerona                | Catalogna           |
| Tizona Universidad de Burgos        | Burgos                | Castiglia e León    |

## Stagione regolare

### Gruppo A

#### Classifica finale
| # | Teams                               | P  | V  | P  | PF   | PS   | Pt | Qualificate         |
| - | ----------------------------------- | -- | -- | -- | ---- | ---- | -- | ------------------- |
| 1 | Leche Río Breogán                   | 16 | 13 | 3  | 1259 | 1122 | 29 | Poule promozione    |
| 2 | Leyma Coruña                        | 16 | 11 | 5  | 1213 | 1111 | 27 | Poule promozione    |
| 3 | Liberbank Oviedo                    | 16 | 10 | 6  | 1269 | 1231 | 26 | Poule promozione    |
| 4 | Clínica Sur-Aspasia Real Valladolid | 16 | 9  | 7  | 1322 | 1290 | 25 | Poule promozione    |
| 5 | Destino Palencia                    | 16 | 8  | 8  | 1178 | 1142 | 24 | Poule promozione    |
| 6 | Ibereólica Renovables Ourense       | 16 | 6  | 10 | 1195 | 1249 | 22 | Poule retrocessione |
| 7 | Cáceres Patrimonio de la Humanidad  | 16 | 5  | 11 | 1149 | 1248 | 21 | Poule retrocessione |
| 8 | Melilla Sport Capital               | 16 | 5  | 11 | 1196 | 1272 | 21 | Poule retrocessione |
| 9 | Tizona Universidad de Burgos        | 16 | 5  | 11 | 1251 | 1367 | 21 | Poule retrocessione |

### Gruppo B

#### Classifica finale
| #  | Teams                          | P  | V  | P  | PF   | PS   | Pt | Qualificate         |
| -- | ------------------------------ | -- | -- | -- | ---- | ---- | -- | ------------------- |
| 1  | TAU Castelló                   | 18 | 14 | 2  | 1437 | 1337 | 32 | Poule promozione    |
| 2  | Covirán Granada                | 18 | 12 | 6  | 1413 | 1659 | 30 | Poule promozione    |
| 3  | Palmer Alma Mediterrànea Palma | 18 | 11 | 7  | 1417 | 1395 | 29 | Poule promozione    |
| 4  | HLA Alicante                   | 18 | 11 | 7  | 1436 | 1364 | 29 | Poule promozione    |
| 5  | Almansa con Afanion            | 18 | 10 | 8  | 1390 | 1354 | 28 | Poule promozione    |
| 6  | Bàsquet Girona                 | 18 | 9  | 9  | 1827 | 1404 | 27 | Poule retrocessione |
| 7  | ICG Força Lleida               | 18 | 9  | 9  | 1369 | 1366 | 27 | Poule retrocessione |
| 8  | Real Murcia                    | 18 | 6  | 12 | 1283 | 1349 | 24 | Poule retrocessione |
| 9  | Levitec Huesca                 | 18 | 5  | 13 | 1259 | 1371 | 23 | Poule retrocessione |
| 10 | Real Canoe                     | 18 | 3  | 15 | 1294 | 1466 | 21 | Poule retrocessione |

## Seconda fase

### Poule promozione

#### Classifica finale
| #  | Teams                               | P  | V  | P  | PF   | PS   | Pt | Qualificate |
| -- | ----------------------------------- | -- | -- | -- | ---- | ---- | -- | ----------- |
| 1  | Covirán Granada                     | 18 | 13 | 5  | 1410 | 1347 | 31 | Playoff     |
| 2  | Leche Río Breogán                   | 18 | 13 | 5  | 1420 | 1341 | 31 | Playoff     |
| 3  | TAU Castelló                        | 18 | 12 | 6  | 1461 | 1408 | 30 | Playoff     |
| 4  | Leyma Coruña                        | 18 | 12 | 6  | 1348 | 1306 | 30 | Playoff     |
| 5  | Liberbank Oviedo                    | 18 | 9  | 9  | 1409 | 1420 | 27 | Playoff     |
| 6  | HLA Alicante                        | 18 | 9  | 9  | 1437 | 1371 | 27 | Playoff     |
| 7  | Palmer Alma Mediterrànea Palma      | 18 | 8  | 10 | 1372 | 1450 | 26 | Playoff     |
| 8  | Clínica Sur-Aspasia Real Valladolid | 18 | 7  | 11 | 1449 | 1475 | 25 |             |
| 9  | Destino Palencia                    | 18 | 4  | 14 | 1277 | 1362 | 22 |             |
| 10 | Almansa con Afanion                 | 18 | 3  | 15 | 1370 | 1473 | 21 |             |

### Poule retrocessione

#### Classifica finale
| # | Teams                              | P  | V  | P  | PF   | PS   | Pt | Qualificate   |
| - | ---------------------------------- | -- | -- | -- | ---- | ---- | -- | ------------- |
| 1 | Real Murcia                        | 16 | 10 | 6  | 1187 | 1135 | 26 | Playoff       |
| 2 | Cáceres Patrimonio de la Humanidad | 16 | 10 | 6  | 1224 | 1195 | 26 |               |
| 3 | Levitec Huesca                     | 16 | 9  | 7  | 1252 | 1189 | 25 |               |
| 4 | Bàsquet Girona                     | 16 | 9  | 7  | 1301 | 1197 | 25 |               |
| 5 | Melilla Sport Capital              | 16 | 9  | 7  | 1266 | 1266 | 25 |               |
| 6 | Ibereólica Renovables Ourense      | 16 | 9  | 7  | 1215 | 1236 | 25 | Retrocessione |
| 7 | ICG Força Lleida                   | 16 | 8  | 8  | 1251 | 1230 | 24 | Retrocessione |
| 8 | Tizona Universidad de Burgos       | 16 | 5  | 11 | 1267 | 1356 | 21 | Retrocessione |
| 9 | Real Canoe                         | 16 | 3  | 13 | 1158 | 1317 | 19 | Retrocessione |

## Copa Princesa de Asturias
Alla fine del girone di andata, le prime due squadre classificate di ogni girone si sfidano per la Copa Princesa de Asturias. Il vincitore della coppa giocherà gli eventuali play-off con il miglior posizionamento se terminerà la stagione tra la seconda e la quinta posizione. La Coppa è stata disputata il 22 gennaio. 

### Squadre qualificate
| # | Grp | Squadre           | G | V | P | PF  | PS  | Pt |
| - | --- | ----------------- | - | - | - | --- | --- | -- |
| 1 | A   | Leche Río Breogán | 8 | 7 | 1 | 621 | 532 | 15 |
| 1 | B   | HLA Alicante      | 9 | 8 | 1 | 749 | 648 | 17 |

### Partita
| Arbitri: | Francisco José Zafra Guillermo Ríos Eric Carrera |

| |            | |
| Kačinas 20 | Punti      | 13 Bergstedt, Urtasun |
| Sollazzo 3 | Assist     | 3 Llompart |
| Cruz 7 | Rimbalzi   | 9 Ortega |
| 3 Kačinas• 4 Díaz• 6 Soluade• 13 Larsen• 43 Sollazzo 11 Rivas• 14 Arco• 18 Aboubacar• 23 E. Quintela• 33 Cruz• 42 S. Quintela | Formazioni | 5 Ortega• 6 Bergstedt• 9 Llompart• 11 Gjuroski• 23 Urtasun 3 Pitts• 8 Allen• 15 Martínez• 25 Huertas• 45 Bilbao• 57 Galán |
| Diego Epifanio | Allenatori | Pedro Rivero |

## Playoffs
|  | Quarti di finale | Quarti di finale  | Quarti di finale | Quarti di finale | Quarti di finale |  |  | Semifinali | Semifinali        | Semifinali | Semifinali | Semifinali |    |    | Finale | Finale            | Finale | Finale | Finale |  |
|  |                  |                   |                  |                  |                  |  |  |            |                   |            |            |            |    |    |        |                   |        |        |        |  |
|  | 1                | Fundación Granada | 73               | 62               | 101              |  |  |            |                   |            |            |            |    |    |        |                   |        |        |        |  |
|  | 8                | Real Murcia       | 69               | 69               | 95               |  |  | 1          | Fundación Granada | 67         | 85         | 72         |    |    |        |                   |        |        |        |  |
|  | 4                | Coruña            | Coruña           | 74               | 70               |  |  | 4          | Coruña            | 77         | 82         | 68         |    |    |        |                   |        |        |        |  |
|  | 5                | Oviedo            | Oviedo           | 66               | 69               |  |  |            |                   |            |            |            |    |    | 1      | Fundación Granada | 67     | 78     | 57     |  |
|  | 2                | Breogán           | 87               | 81               | 80               |  |  |            |                   | 2          | Breogán    | 53         | 81 | 83 |        |                   |        |        |        |  |
|  | 7                | Palma             | 72               | 88               | 68               |  |  | 2          | Breogán           | 88         | 66         | 87         |    |    |        |                   |        |        |        |  |
|  | 3                | Castelló          | 78               | 66               | 70               |  |  | 6          | Alicante          | 87         | 77         | 77         |    |    |        |                   |        |        |        |  |
|  | 6                | Alicante          | 70               | 71               | 78               |  |  |            |                   |            |            |            |    |    |        |                   |        |        |        |  |

## Verdetti
- Promozioni in Liga ACB: Leche Río Breogán
- Retrocessioni in LEB Plata: Ibereólica Renovables Ourense, ICG Força Lleida, Tizona Universidad de Burgos e Real Canoe